# Лозан Степан Іванович
Степан Іванович Лозан (5 жовтня 1927, село Кирнацени, тепер Кирнецень Каушенського району, Молдова — ?) — молдавський радянський діяч, голова Державного комітету Молдавської РСР із телебачення та радіомовлення. Член ЦК КП Молдавії в 1961—1966 та 1971—1990 роках. Депутат Верховної Ради Молдавської РСР 6—11-го скликань.

## Біографія
Народився в селянській родині. У 1945 році закінчив сільськогосподарський технікум.
У 1945—1950 роках — агроном відділу сільського господарства виконавчого комітету Каїнарської районної ради депутатів трудящих Молдавської РСР.
Член ВКП(б) з 1950 року.
У 1950—1952 роках — пропагандист Каїнарського районного комітету КП(б) Молдавії.
У 1952—1953 роках — інструктор сільськогосподарського відділу Тираспольського окружного комітету КП Молдавії.
У 1953—1956 роках — слухач Республіканської партійної школи при ЦК КП Молдавії в Кишиневі.
У 1956—1957 роках — завідувач відділу пропаганди та агітації Криулянського районного комітету КП Молдавії.
У 1957—1961 роках — інструктор, відповідальний організатор відділу партійних органів ЦК КП Молдавії.
У 1961—1962 роках — 1-й секретар Теленештського районного комітету КП Молдавії.
У 1962 роках — партійний організатор ЦК КП Молдавії по Лазовському територіальному виробничому колгоспно-радгоспному управлінню.
У 1962—1964 роках — секретар парткому Лазовського виробничого колгоспно-радгоспного управління Молдавської РСР.
У 1964—1965 роках — 1-й секретар Лазовського районного комітету КП Молдавії.
У 1965—1967 роках — слухач Вищої партійної школи при ЦК КПРС у Москві.
12 квітня 1967 — 4 грудня 1989 року — голова Державного комітету Молдавської РСР із телебачення та радіомовлення.
Закінчив заочно Кишинівський державний педагогічний інститут імені Крянге.
Подальша доля невідома.

## Нагороди
- два ордени Трудового Червоного Прапора
- орден «Знак Пошани»
- медалі
- Заслужений працівник культури Молдавської РСР